# Gärdslösa
Gärdslösa ist eine Ortschaft (småort) auf der schwedischen Ostseeinsel Öland. Der Ort gehört zur Gemeinde Borgholm.

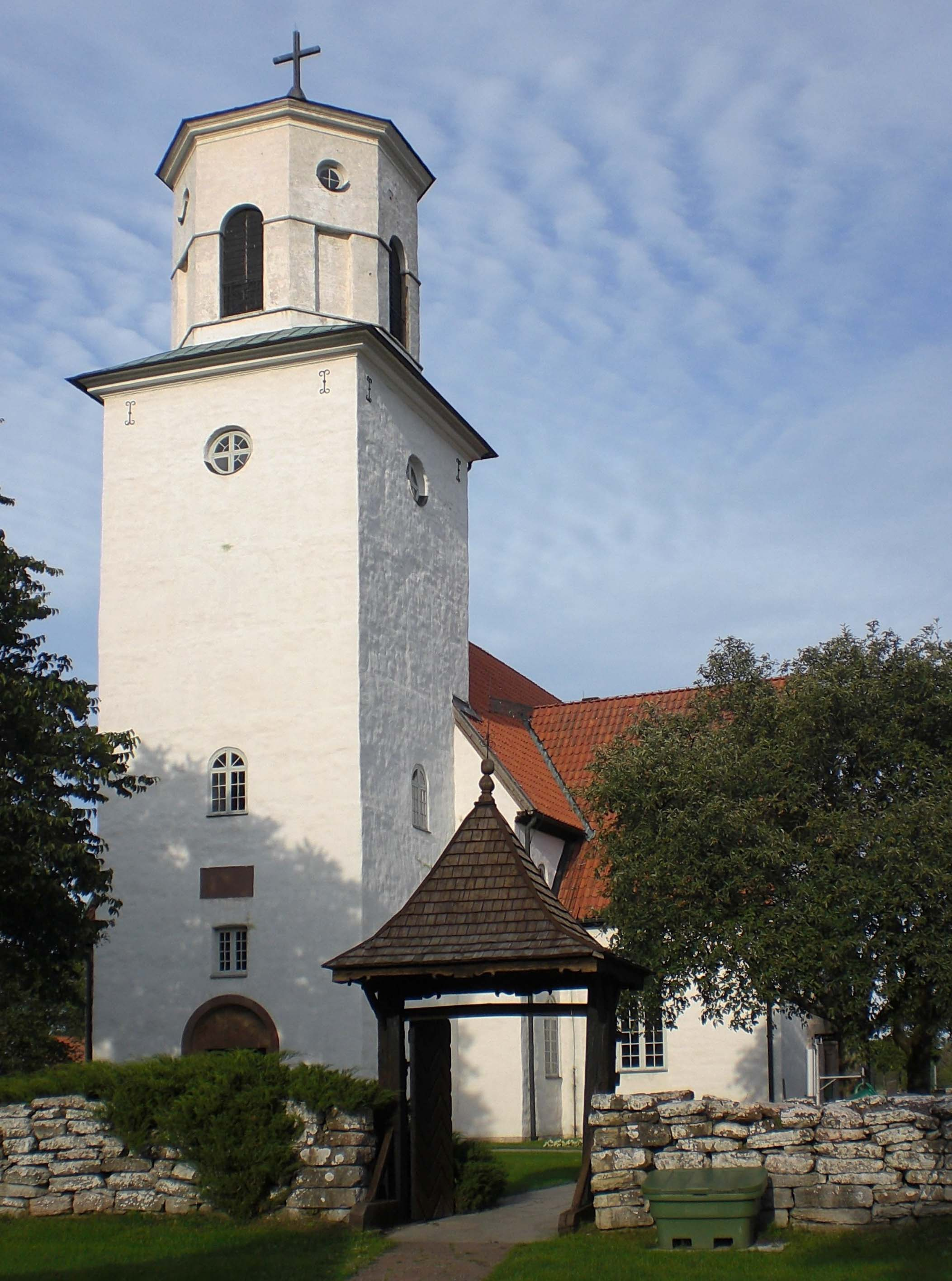
Kirche von Gärdslösa

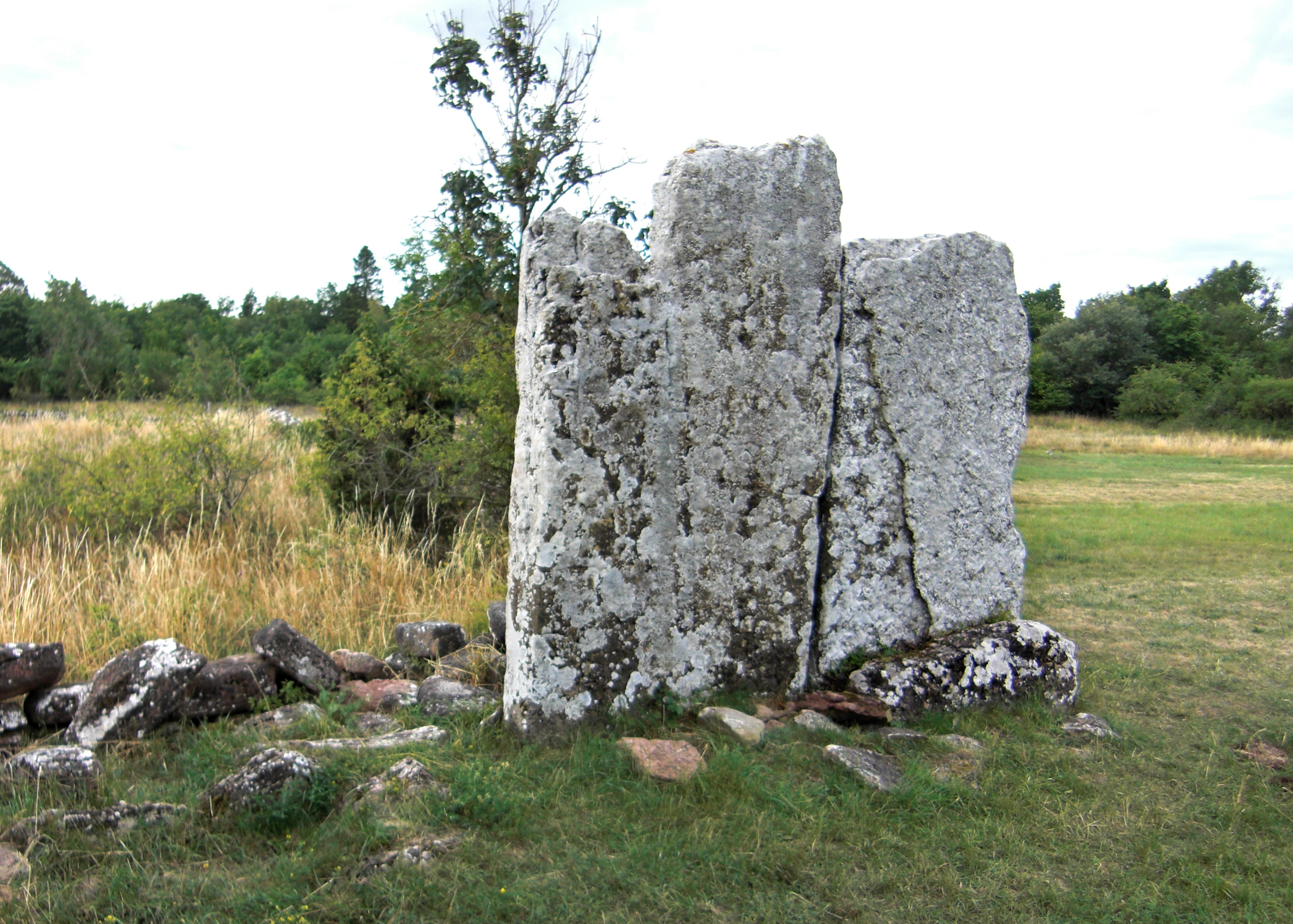
Odens flisor bei Gärdslösa

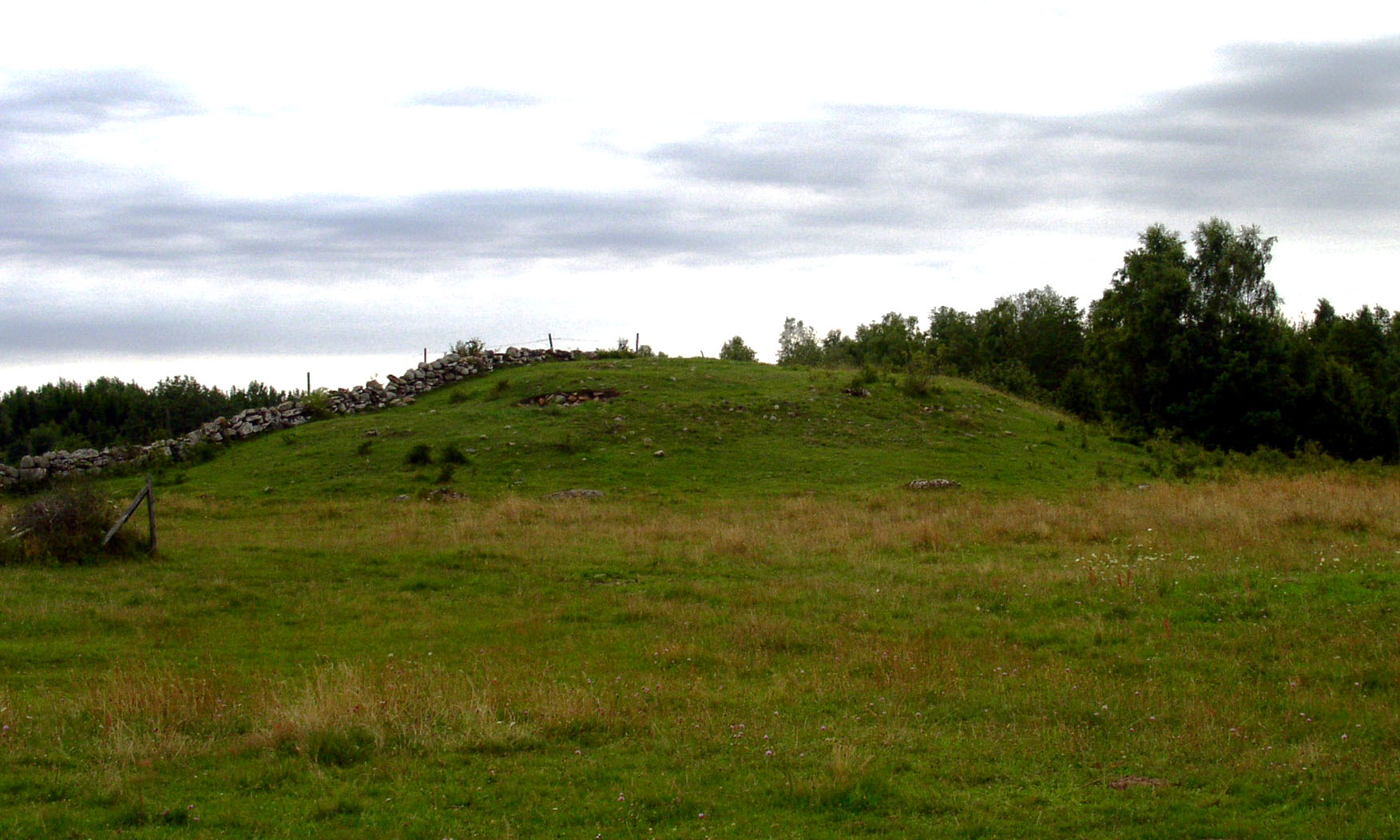
Tjus hög ist einer der größten Grabhügel Ölands aus der Bronzezeit, Durchmesser 50 Meter, Höhe fünf Metern.

Gärdslösa zieht sich als Straßendorf in offener Bauweise entlang der Landstraße, die an der Ostseite der Insel verläuft.
Bemerkenswert ist die im Dorf gelegene Kirche von Gärdslösa. Es handelt sich um die besterhaltene mittelalterliche und eine der ältesten Kirchen der Insel, in deren Eingangsbereich eine Anzahl von Runensteinfragmenten aufbewahrt werden. Im Ort und der unmittelbaren Umgebung befinden sich vier der für Öland typischen Windmühlen.
Odens flisor (Odins Platten; der Name ist in Schweden verbreitet) sind zwei über 2,5 m hohe Kalksteinplatten die den Rest einer vorzeitlichen Megalithanlage westlich des Ortes bilden. Die Runensteine von Övra Bägby stehen südlich von Gärdslösa. 
Bekanntester Sohn des Orts ist der im Jahre 1793 im Pfarrhaus geborene schwedische Dichter Erik Johan Stagnelius. Sein Vater, Magnus Stagnelius, war von 1807 bis 1829 Bischof von Kalmar.